# Нордайм
Нордайм (фр. Nordheim) — коммуна на северо-востоке Франции в регионе Гранд-Эст (бывший Эльзас — Шампань — Арденны — Лотарингия), департамент Нижний Рейн, округ Мольсем, кантон Мольсем. До марта 2015 года коммуна административно входила в состав упразднённого кантона Васлон (округ Мольсем).

## Географическое положение

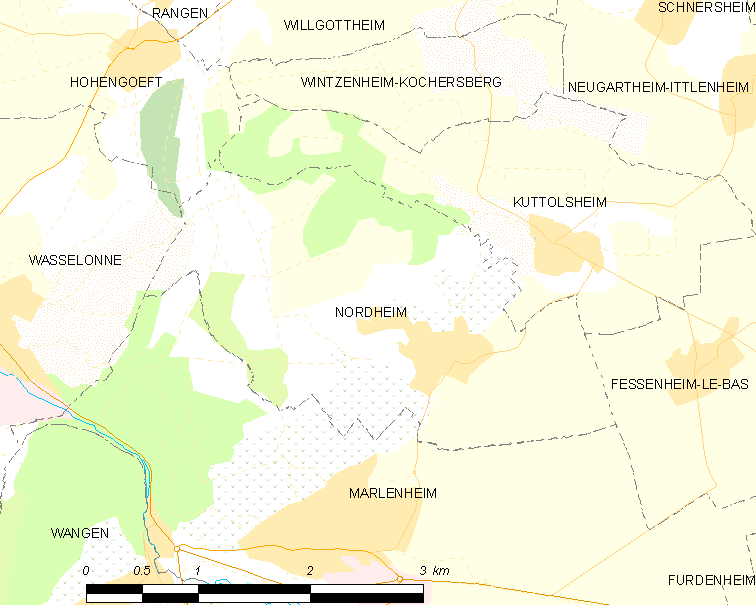
На карте

Коммуна расположена на расстоянии около 380 км на восток от Парижа и в 19 км западнее Страсбура.
Площадь коммуны — 6,32 км², население — 785 человек (2006) с тенденцией к росту: 797 человек (2013), плотность населения — 126,1 чел/км².

## Население
Население коммуны в 2011 году составляло 777 человек, в 2012 году — 776 человек, а в 2013-м — 797 человек.
| 1962 | 1968 | 1975 | 1982 | 1990 | 1999 | 2006 | 2008 | 2011 | 2012 | 2013 |
| ---- | ---- | ---- | ---- | ---- | ---- | ---- | ---- | ---- | ---- | ---- |
| 525  | 515  | 530  | 621  | 637  | 732  | 785  | 796  | 777  | 776  | 797  |

Динамика населения:

## Экономика
В 2010 году из 526 человек трудоспособного возраста (от 15 до 64 лет) 384 были экономически активными, 142 — неактивными (показатель активности 73,0 %, в 1999 году — 74,6 %). Из 384 активных трудоспособных жителей работали 369 человек (192 мужчины и 177 женщин), 15 числились безработными (8 мужчин и 7 женщин). Среди 142 трудоспособных неактивных граждан 46 были учениками либо студентами, 71 — пенсионерами, а ещё 25 — были неактивны в силу других причин.

## Достопримечательности (фотогалерея)

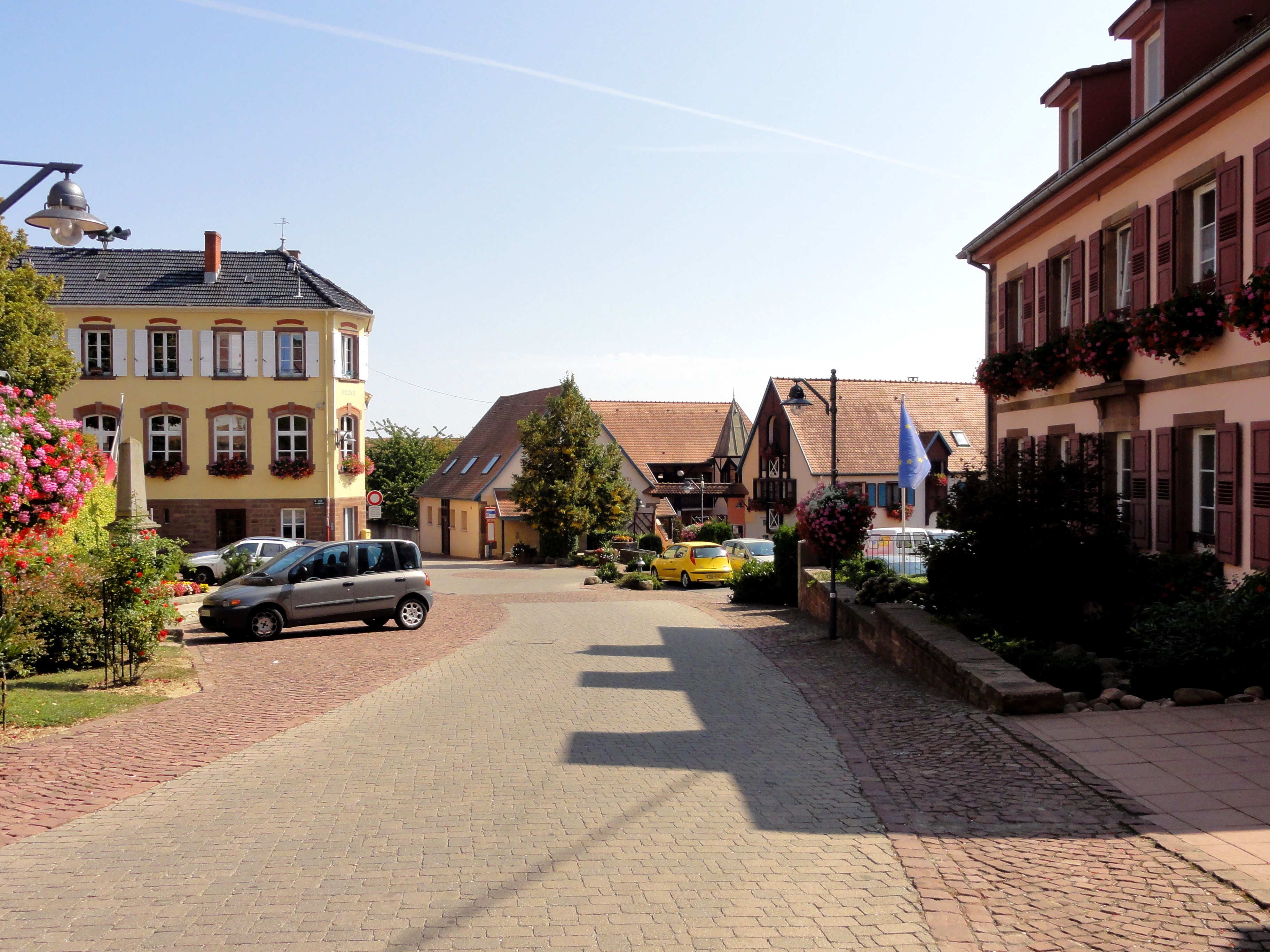
В центре
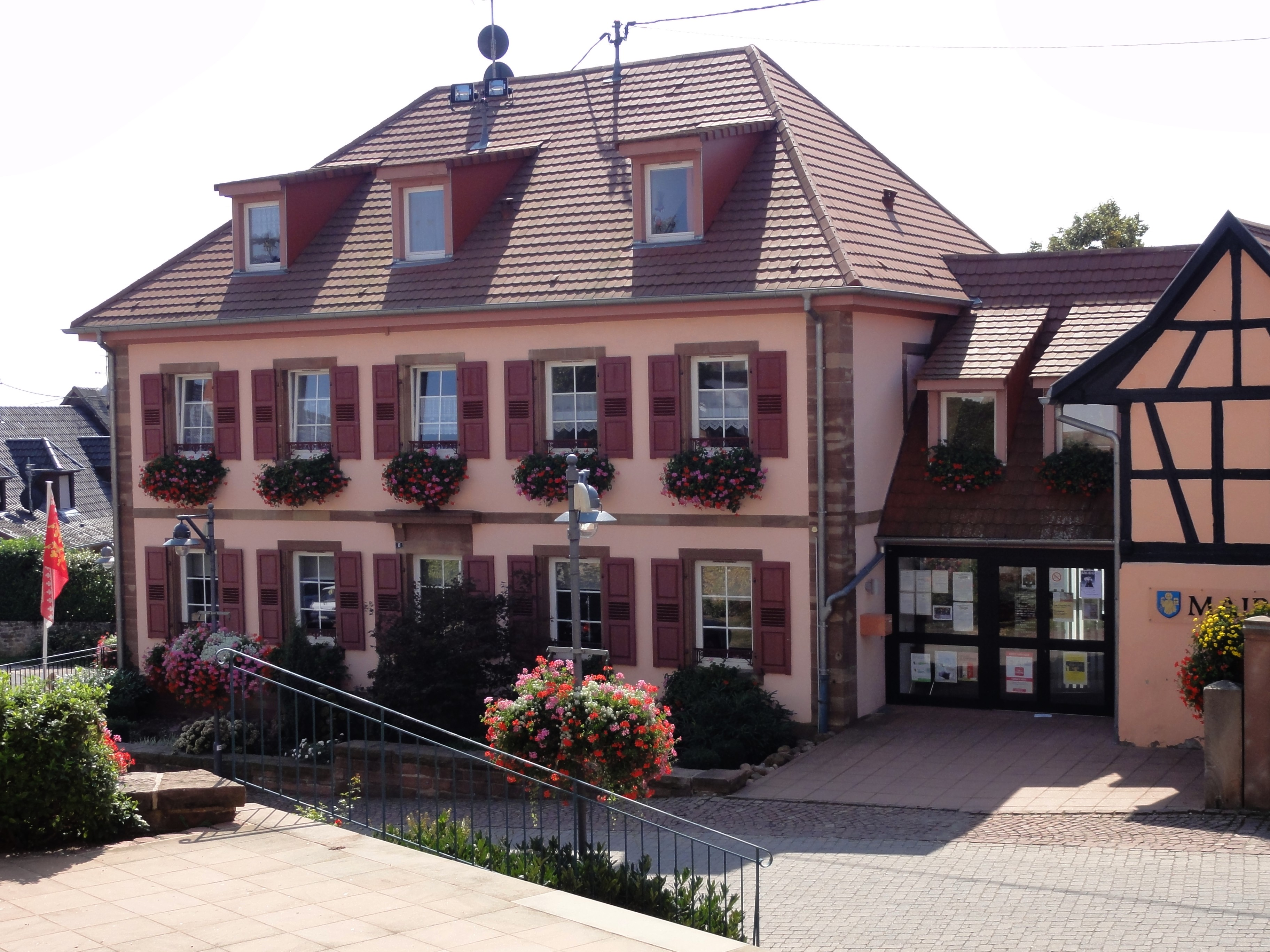
Мэрия (бывший дом священника)
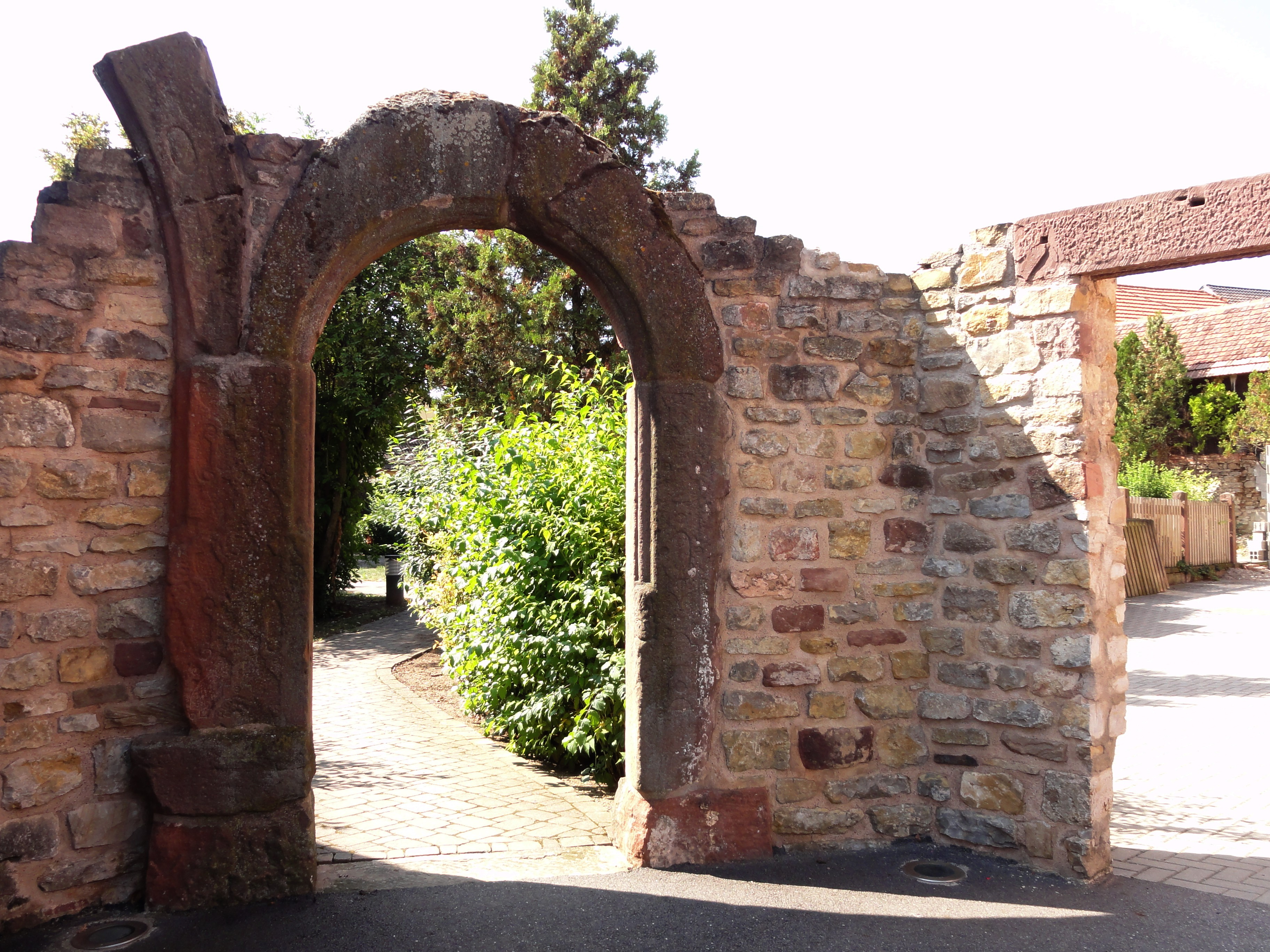
Руины средневековых ворот
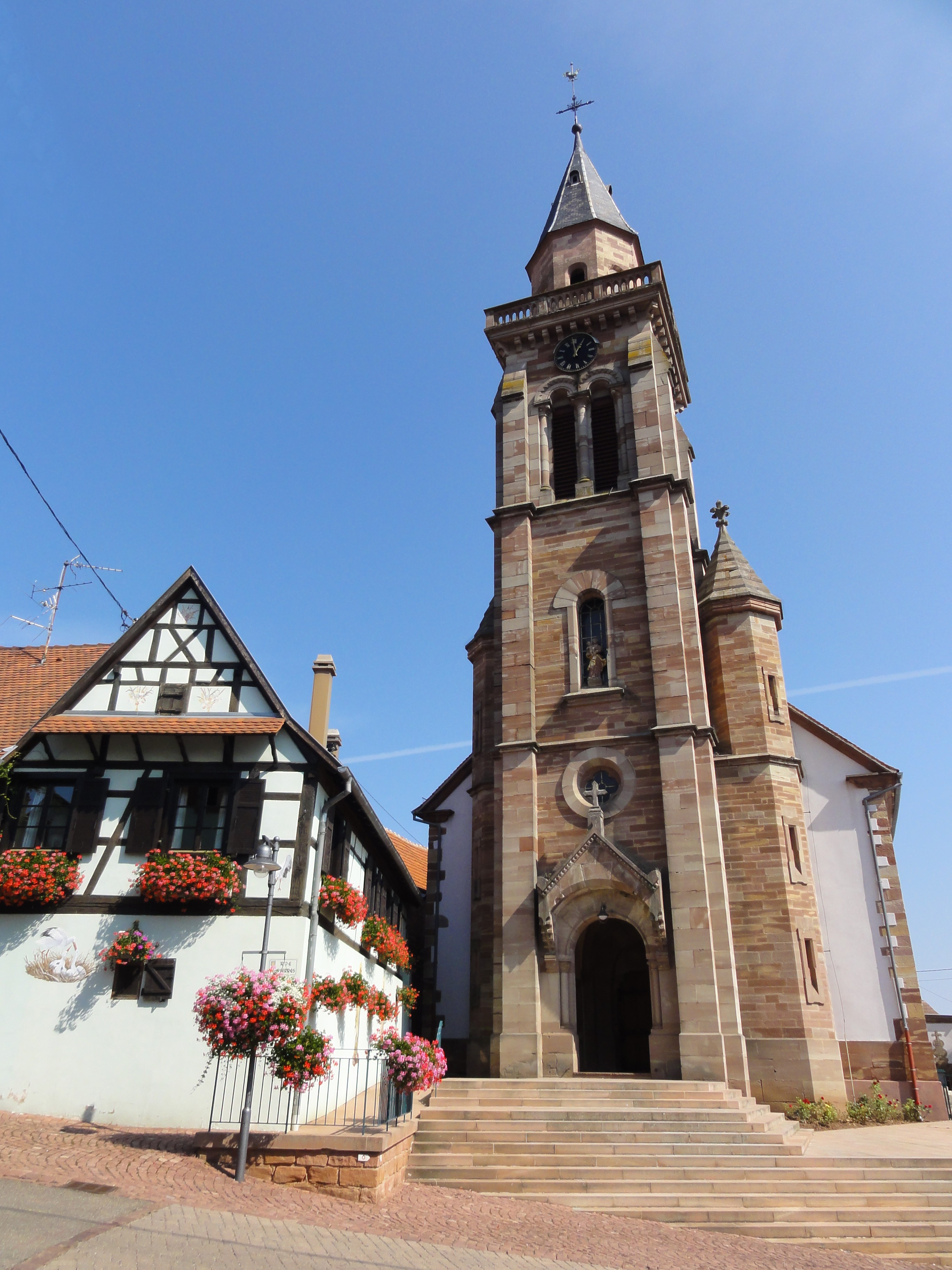
Церковь
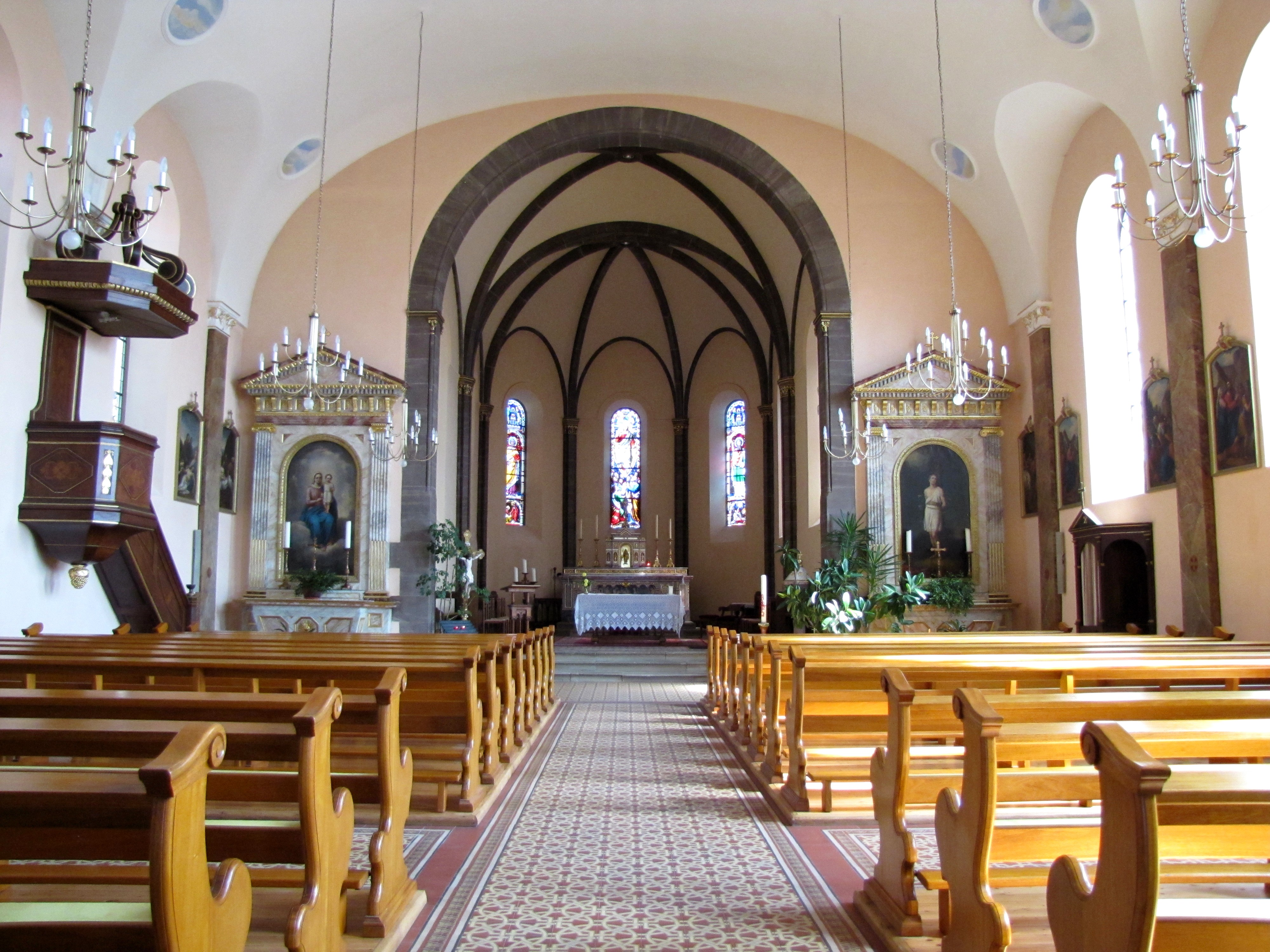
Интерьер